# Nieuwezijds Voorburgwal

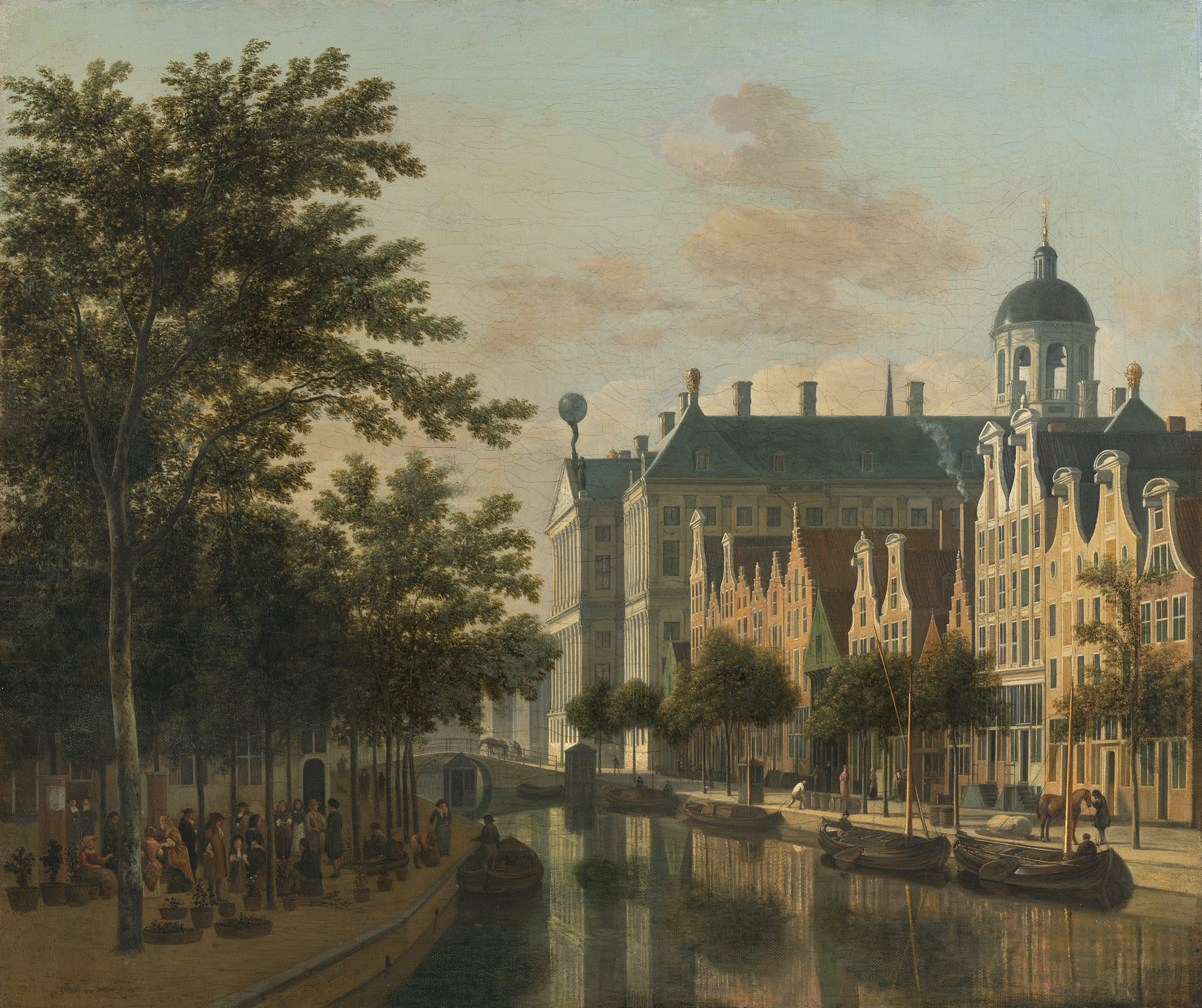
Il Nieuwezijds Voorburgwal raffigurante il canale prima che fosse riempito, in un dipinto di Gerrit Berckheyde (1686)

Nieuwezijds Voorburgwal è una strada nel centro di Amsterdam.
Il nome della strada significa "bastione murato di fronte al lato nuovo" e l'origine del nome è dovuta al fatto che nel XIV secolo Amsterdam era divisa in due parti uguali, ciascuna su un lato del fiume Amstel. Per difendere la città dai nemici venne costruito un canale con un bastione murato (burgwal).
Il burgwal che proteggeva il più antico dei due lati era chiamato "bastione murato del lato vecchio" mentre quello a protezione del lato nuovo venne chiamato "bastione murato dell lato nuovo".
Su Nieuwezijds Voorburgwal si affacciano numerosi edifici famosi, tra cui il Palazzo Reale, la Nieuwe Kerk, l'Amsterdams Historisch Museum e l'ex ufficio postale principale che oggi è sede del centro commerciale Magna Plaza.